# Xã Cherry Valley, Quận Winnebago, Illinois
Xã Cherry Valley (tiếng Anh: Cherry Valley Township) là một xã thuộc quận Winnebago, tiểu bang Illinois, Hoa Kỳ. Năm 2010, dân số của xã này là 19.831 người.